# Christopher Wreh
Christopher Wreh (Monrovia, 14 maggio 1975) è un ex calciatore liberiano, di ruolo attaccante.

## Biografia
È cugino dell'ex calciatore George Weah.

## Palmarès

### Competizioni nazionali
- Campionato inglese: 1

Arsenal: 1997-1998
- Coppa d'Inghilterra: 1

Arsenal: 1997-1998
- Community Shield: 2

Arsenal: 1998, 1999
- Coppa della Corona del Principe saudita: 1

Al-Hilal: 2000
- Coppa Principe Faisal Bin Fahad: 1

Al-Hilal: 2000
- Renfrewshire Cup: 1

St. Mirren: 2001-2002

### Competizioni internazionali
- Coppa Intertoto UEFA: 1

Guingamp: 1996
- AFC Champions League: 1

Al-Hilal: 2000
- Supercoppa d'Asia: 1

Al-Hilal: 2000
- Coppa delle Coppe araba: 1

Al-Hilal: 2000
- Supercoppa araba: 1

Al-Hilal: 2001